# Шульц, Фриц В.
Фридрих Вильгельм Шульц, псевдоним Fritz W. Schulz, (нем. Friedrich Wilhelm Schulz, род. 2 апреля 1884 г. Берлин; ум. 12 июня 1962 г. Бамберг) — немецкий художник-маринист и иллюстратор.

## Жизнь и творчество
В 1907 году поступает на обучение в Художественную академию в берлинском районе Шарлоттенбург. Из его немецких преподавателей следует назвать Максимилиана Шефера, Карла Зальцмана, Пауля Фридриха Мейерхейма и Мартина Корте. В Париже также брал уроки у швейцарца Теофиля Стейнлена. После окончания обучения живописи работал под псевдонимом Fritz W. Schulz и подписывал свои полотна FSW.
В 1909 году поступает на военную службу лейтенантом запаса в пехотный полк. С началом Первой мировой войны сразу был отправлен на фронт и там ранен, после чего служил при авиаотряде. Был лётчиком, войну окончил в звании капитана. В послевоенное время живёт и работает в Берлине, в разных художественных мастерских. В 1925 году он совершает морское путешествие на германском военном линкоре «Эльзас» в Норвегию, а в 1931 году — до Гальвертона в Техасе (США). Творческий взлёт Фрица Шульца приходится на 1920-е — 1930-е годы, однако он редко участвует в популярных выставках, так как отказывается вступать в НСДАП. Во время Второй мировой войны дом, где жила семья художника, был разбомблён, и Шульцы бежали сперва в Нёйруппин, в затем, в 1945 году — в Данию. С июня 1945 и по октябрь 1948 года художник с семьёй жили в лагере беженцев в Окабёле в Дании,. Здесь Шульц продолжает заниматься живописью. Он также занимается графическими работами (вычерчивает географические карты) и преподаванием. В 1948 году Шульцы переезжают во французскую зону, в Альдинген, в 1951 в Штутгарт и в 1955 — в Бамберг.
В 1914 году художник женится на Марте Элизе Кюн (1888—1966), в этом браке родились две дочери.

## Галерея

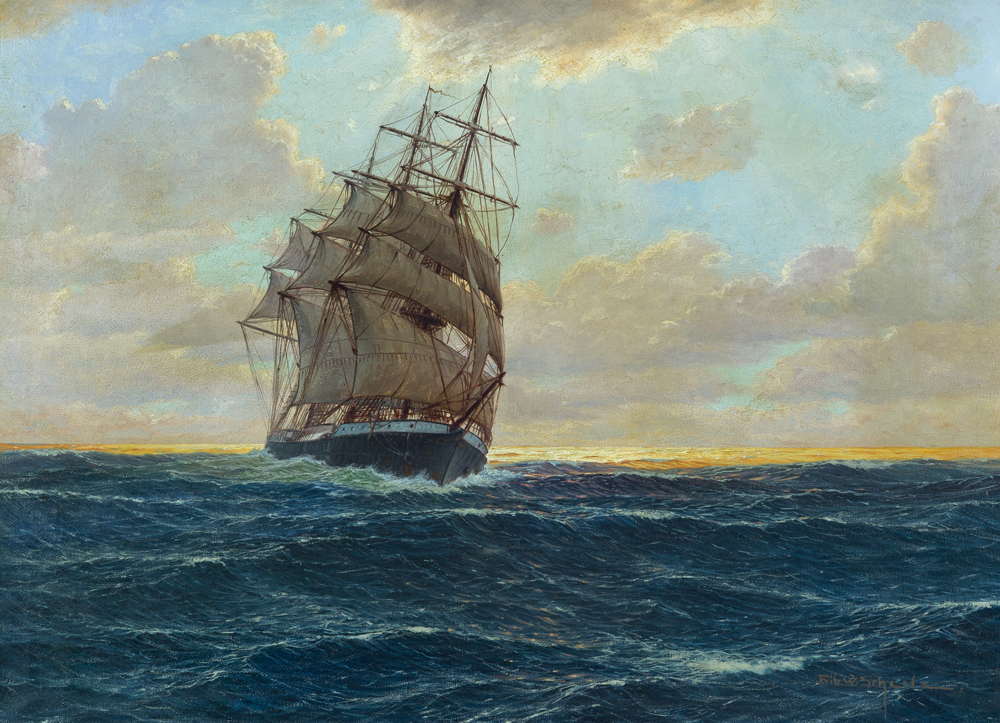
«Трёхмачтовик в море»
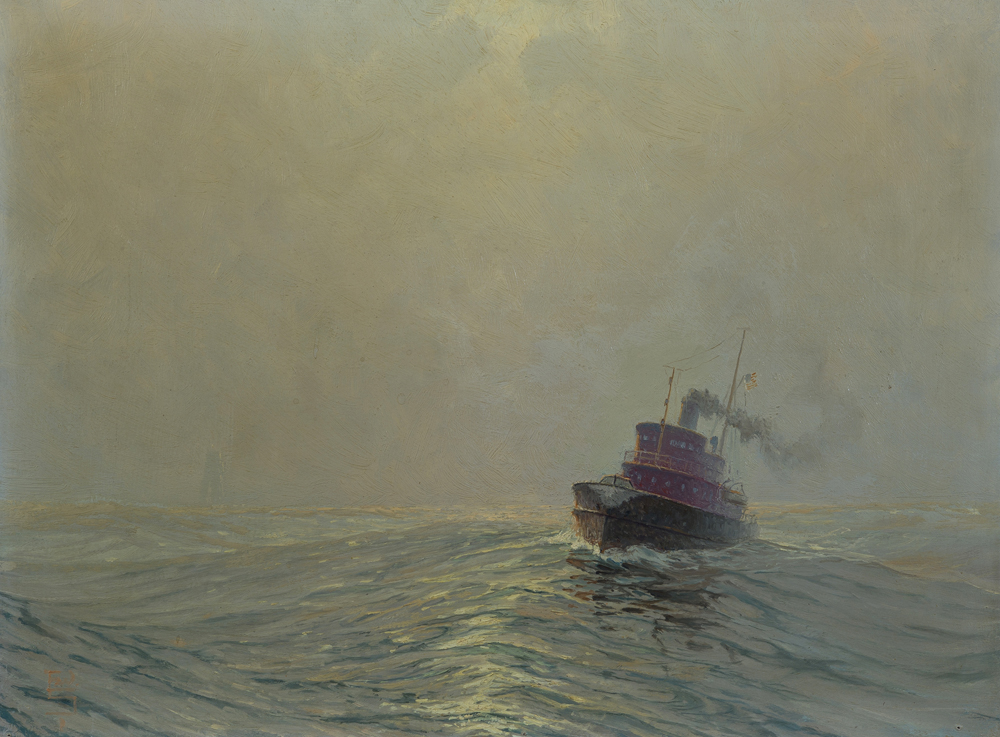
«У Ньюфаунлендской банки»
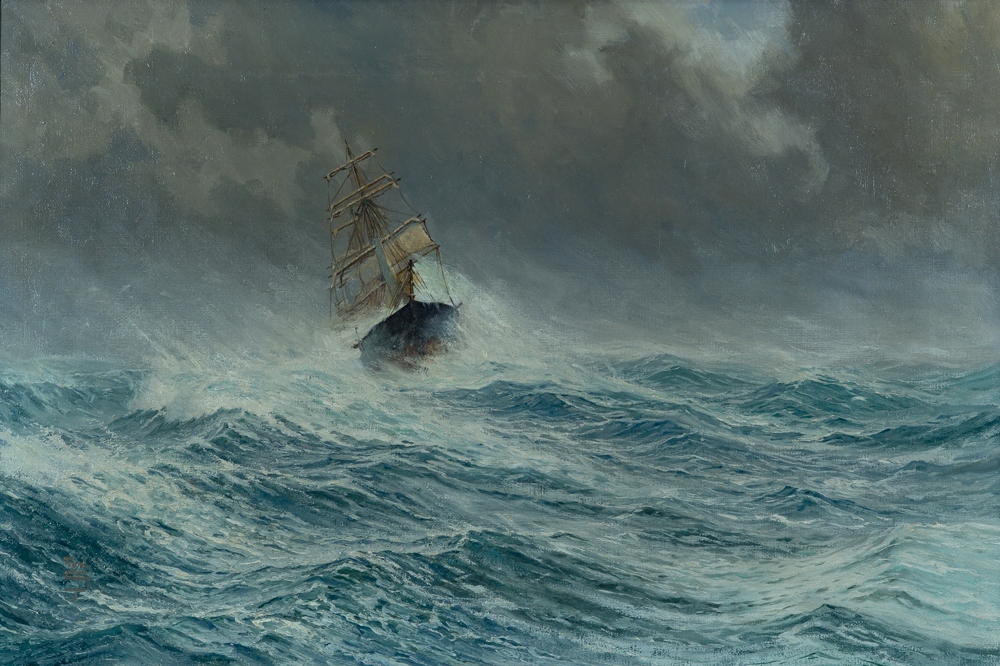
«Штормовой ветер»
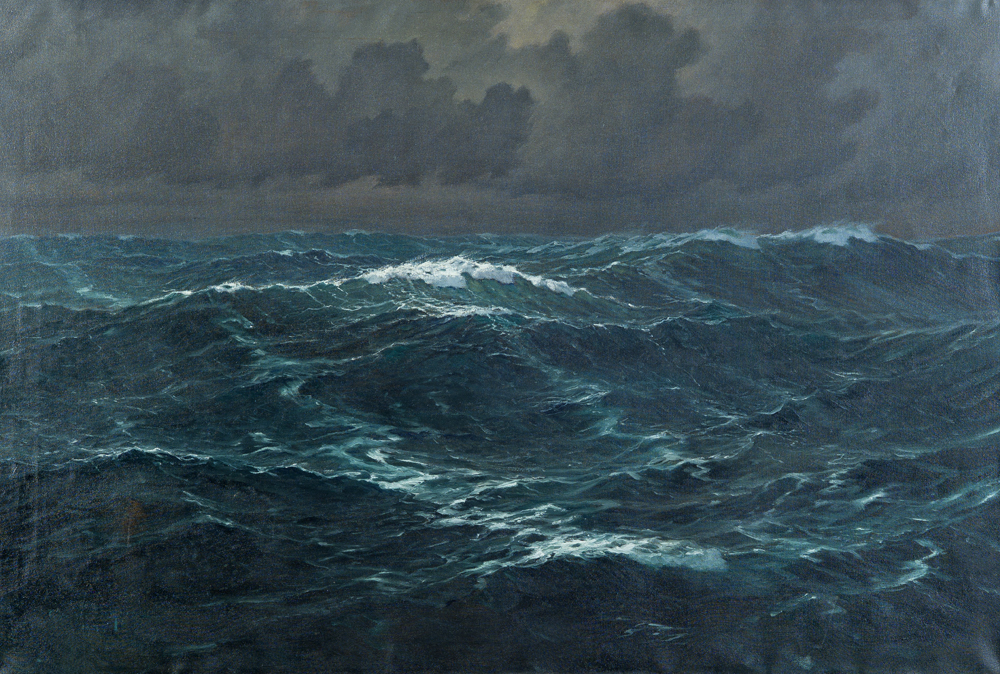
«Бушующее море»
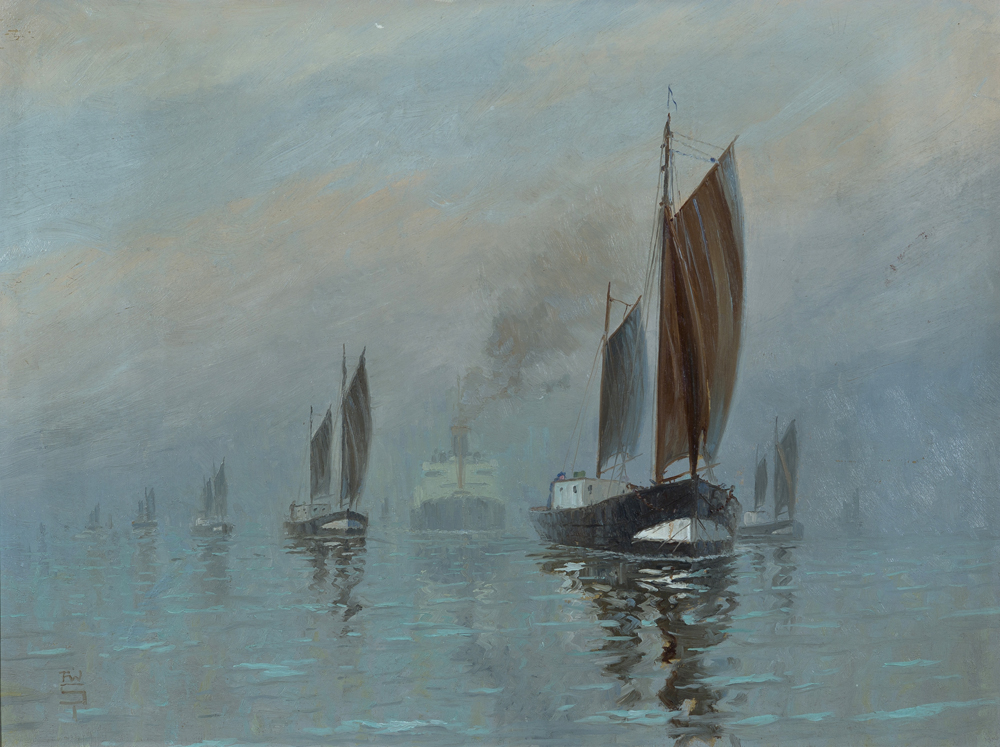
«Корабли в тумане»